# Temnora confusa
Temnora confusa är en fjärilsart som beskrevs av Walker 1856. Temnora confusa ingår i släktet Temnora och familjen svärmare. Inga underarter finns listade i Catalogue of Life.